# Anomoclada
Anomoclada là một chi rêu trong họ Cephaloziaceae.